# فيروس الإنفلونزا
فيروسات الإنفلونزا أو الفيروسات المخاطية القويمة (باللاتينية: Orthomyxoviridae) هي مجموعة من فيروسات تحتوي على ستة أجناس وهي: فيروس إنفلونزا أ وفيروس إنفلونزا ب وفيروس إنفلونزا ج وإيسافيروس وثوقوتوفيروس وكارانجافيروس. الفيروسات الثلاث الأولى تسبب الإنفلونزا للبشر والطيور وبعض الثديات. بينما إيسافيروس يسبب المرض لسمك السالمون وثوقوتوفيروس يسبب المرض لمجموعة كبيرة من الكائنات الحية تشمل اللافقاريات كالبعوضيات وبعض أنواع القمل.

## أنواع، أنواع فرعية، وسلالات
هناك ثلاثة من أنواع فيروسات الإنفلونزا: أي، بي، وسي.
يصيب هذا النوع من الفيروسات الطيور المائية في العادة، لكن له القدرة للإصابة الحيوان الأخرى والبشر. وعند انتقالة يسبب الأوبئة والتي عادة ما تكون مميتة. ويعتبر فيروس أ هو الأشد فتكاً للإنسان من بين الأنواع الأخرى من فيروسات الإنفلونزا.
و لفيروس أ عدة أنماط مصلية تقسم حسب أنماط الأجسام المضادة التي ينتجها الجسم كردة فعل ضد العدوى. والأنماط المعروفة بقابليتها لإصابة الإنسان هي:
- H1N1، الفيروس المسبب لوباء إنفلونزا 1918 أو ما يعرف بالإنفلونزا الإسبانية
- H2N2، الفيروس المسبب لإنفلونزا آسيا عام 1957
- H3N2، الفيروس المسبب لإنفلونزا هونغ كونغ عام 1968
- H5N1، المسبب لإنفلونزا الطيور
- إنفلونزا الطيور
- H1N2
- إنفلونزا الطيور
- إنفلونزا الطيور
- إنفلونزا الطيور
- فيروس الإنفلونزا أ H7N9
- H10N7

### فيروس إنفلونزا ب
يصيب الفيروس ب الإنسان فقط، وهو أقل انشاراً من الفيروس أ. والحيوانات الأخرى التي قد تصاب بالفيروس هي النمس والفقمة. وفيروس ب يتعرض لطفرات بمعدل أقل ب2-3 مرات من فيروس أ. وبسبب البطء في تغير المستضدات نتيجة الطفرات فإن عادة ما يكتسب الإنسان المناعة ضد الفيروس في مرحلة مبكرة من العمر. ونتيجة لهذا فإن احتمالية انتشار وباء عالمي بسبب الفيروس ب تكون شبه معدومة.

### فيروس إنفلونزا ج
فيروس ج هو الأقل انتشاراً مقارنة بالأنواع الأخرى ويسبب أعراضا بسيطة عادة في الأطفال، وأحياناً يسبب وباءً محدوداً في منطقة صغيرة.

## السلالات
فيروسات الإنفلونزا بي وأنواع فرعية من فيروس الإنفلونزا أي يمكن تصنيفها إلى سلالات. هناك العديد من السلالات المختلف للأنواع الفرعية لفيروسات الإنفلونزا بي والإنفلونزا أي. السلالات الجديد لفيروسات الإنفلونزا تظهر وتستبدل السلالات الأقدم. تحدث هذه العملية خلال نوع من التغيير يدعى انجراف. عندما تظهر سلالة جديد من فيروس الإنفلونزا البشري، فإن الأجسام المضادة التي قد تكون تطوّرت بعد العدوى أو التطعيم بسلالة أقدم ربما لا توفر حماية ضدّ السلالة الجديدة. وهكذا، لقاح الإنفلونزا يجدّد بشكل سنوي لمجاراة التغييرات في فيروسات الإنفلونزا.

## فيروسات الإنفلونزا الإنسانية مقابل فيروسات الإنفلونزا الطيرية
البشر يمكن أن يصابوا بأنواع الإنفلونزا أي، بي، وسي. على أية حال، الأنواع الفرعية الوحيدة لفيروس الإنفلونزا أي التي تصيب الناس عادة هي: «إنفلونزا أي-نوع فرعي» إتش1إن1, إتش1إن2، وإتش3إن2. بين عامي 1957 م و1968 م، فيروس إنفلونزا الطيور أنتشر بين البشر، لكنه لم يظهر بعد ذلك.
فيروسات الإنفلونزا أي هي الوحيدة التي تصيب الطيور. الطيور البرية هي المضيّف الطبيعي لكلّ الأنواع الفرعية من فيروس إنفلونزا أي. الطيور البرّية لا تمرض عندما تصاب بفيروس الإنفلونزا. بينما، الدواجن المحلية، مثل الديك الرومي والدجاج، يمكن أن تمرض وتموت بسبب الإنفلونزا الطيري، بعض الفيروسات الطيرية أيضا يمكن أن تسبّب المرض والموت في الطيور البرّية.

## فيروسات الإنفلونزا الطيرية ذات المستوى المنخفض للتسبّب بالمرض مقابل الفيروسات ذات المستوى المرتفع للتسبّب بالمرض
إتش5 وإتش7 من الأنواع الفرعية من فيروسات الإنفلونزا أي الطيري، يمكن تصنيفها أمّا كإنفلونزا طيري بعدوى مرتفعة (إتش بي أي آي)Highly (بالإنجليزية: Pathogenic Avian Influenza)‏ (HPAI) أو إنفلونزا طيري بعدوى منخفضة (إل بي أي آي)(بالإنجليزية: Low Pathogenic Avian Influenza)‏ (LPAI). هذا التمايز يبنى على أساس الميزّات الوراثية للفيروس. إتش بي أي آي يرتبط عادة بالفناء العالي في الدواجن. ليس من المعروف ما هي العلاقة بين تصنيف قوة الإصابة بين العدوى المنخفضة والعدوى المرتفعة وبين خطر المرض على البشر. فيروسات إتش بي أي آي يمكن أن تقتل 90 إلى 100 % من الدجاج المصاب، بينما فيروسات إل بي أي آي تسبّب إصابات أقل أو حتى يمكن أن لا تسبب مرض للدجاج. ولكون فيروسات إل بي أي آي يمكن أن تتطوّر إلى فيروسات إتش بي أي آي، فإن حالات تفشّي أنواع إل بي أي آي من فيروسات إتش5 وإتش7 يجب أن تراقب بصرامة من قبل المسؤولين، وظهورها لا يعني عدم إمكانية التطور إلى وباء.

## كيفية تغير فيروسات الإنفلونزا: الانجراف والنقل
فيروسات إنفلونزا يمكن أن تتغيّر بطريقتين مختلفتين.
طريقة تدعى انجراف الأنتيجين التي تحدث خلال تحولات بسيطة في الفيروس تحدث بشكل مستمر بمرور الوقت. ينتج انجراف الأنتيجين سلالات فيروس جديدة قد لا يتعرف عليها جسم مضاد المنتجة لمقاومة سلالات الإنفلونزا الأصلية. لتوضيح العملية: شخص أصيب بسلالة فيروس إنفلونزا معيّنة يطوّر جسم مضاد ضدّ ذلك الفيروس. عندما تظهر سلالات فيروس أحدث، الأجسام المضادة ضدّ السلالة الأصلية لن تتعرف على الفيروس الأحدث، وعليه العدوى بالسلالة الجديدة تصبح محتملة. هذه إحدى الأسباب الرئيسية لتفسير إصابة البشر بالإنفلونزا أكثر من مرة. في أكثر السنوات، واحد واثنان من السلالات الثلاثة للفيروس في لقاح الإنفلونزا تجدّد لمجاراة التغييرات في فيروسات الإنفلونزا المنتشرة. لهذا السبب، الأشخاص الذين يريدون أن يحصّنوا ضدّ الإنفلونزا يجب أن يأخذوا تطعيم إنفلونزا كلّ سنة.
إنّ النوع الآخر للتغيير يدعى تغيير الأنتيجين. تغيير الأنتيجين هو تغيير كبير غير متوقع في فيروسات الإنفلونزا أي، ما يؤدي إلى فيروس إنفلونزا جديد يمكنه أن يصيب البشر وله بروتين (بالإنجليزية: hemagglutinin)‏ أو تركيبة بروتين من (بالإنجليزية: hemagglutinin)‏ و(بالإنجليزية: neuraminidase)‏ لم تظهر لدى البشر منذ عدّة سنوات. يؤدّي تغيير الأنتيجين إلى نوع فرعي جديد من الإنفلونزا. إذا أصاب النوع الفرعي الجديد الإنسان، وإذا كان معظم البشر لا يملكون أو يملكون مناعة بسيطة ضدّ الفيروس الجديد، وإذا كان الفيروس ينشر بسهولة من شخص إلى أخر، نحصل على وباء عالمي.
فيروسات إنفلونزا تتحول بانجراف الأنتيجين دائما، لكن التحول بتغير الأنتيجين نادرا ما يحدث. فيروسات الإنفلونزا نوع أي تستعمل كلتا الطريقتين؛ فيروسات الإنفلونزا نوع بي تتغيّر فقط بواسطة عملية انجراف أنتيجيني ة بصورة أكثر تدرّجا.